# Mutua Madrid Open 2012
Mutua Madrid Open 2012 — 23-й розыгрыш ежегодного профессионального теннисного турнира среди мужчин и женщин, проводящегося в испанском городе Мадрид и являющегося частью тура ATP в рамках серии Masters 1000 и тура WTA в рамках серии Premier Mandatory. Турнир прошёл с 7 по 13 мая. Соревнование продолжало околоевропейскую серию грунтовых турниров, подготовительную к майскому Roland Garros.
Прошлогодние победители:
- в мужском одиночном разряде —  Новак Джокович
- в женском одиночном разряде —  Петра Квитова
- в мужском парном разряде —  Боб Брайан /  Майк Брайан
- в женском парном разряде —  Виктория Азаренко /  Мария Кириленко

## Общая информация
Впервые в своей истории и истории протура мадридский приз был проведён на грунтовом покрытии синего цвета.

## Соревнования

### Мужчины. Одиночный турнир
Роджер Федерер обыграл  Томаша Бердыха со счётом 3-6, 7-5, 7-5.
- Федерер выигрывает 4-й титул в сезоне и 74-й за карьеру в основном туре ассоциации.
- Бердых уступает 1-й финал в сезоне и 6-й за карьеру в основном туре ассоциации.

### Женщины. Одиночный турнир
Серена Уильямс обыграла  Викторию Азаренко со счётом 6-1, 6-3.
- Уильямс выигрывает 2-й титул в сезоне и 41-й за карьеру в туре ассоциации.
- Азаренко уступает 2-й финал в сезоне и 10-й за карьеру в туре ассоциации.

### Мужчины. Парный турнир
Мариуш Фирстенберг /  Марцин Матковский обыграли  Роберта Линдстедта /  Хорию Текэу со счётом 6-3, 6-4.
- Фирстенберг выигрывает 2-й титул в сезоне и 13-й за карьеру в основном туре ассоциации.
- Матковский выигрывает 2-й титул в сезоне и 13-й за карьеру в основном туре ассоциации.

### Женщины. Парный турнир
Сара Эррани /  Роберта Винчи обыграли  Екатерину Макарову /  Елену Веснину со счётом 6-1, 3-6, [10-4].
- Эррани выигрывает 4-й титул в сезоне и 12-й за карьеру в туре ассоциации.
- Винчи выигрывает 4-й титул в сезоне и 12-й за карьеру в туре ассоциации.